# Ben Kone
Ben Lhassine Kone (Abiyán, 14 de marzo de 2000) es un futbolista marfileño que juega como centrocampista en el Como 1907 de la Serie A de Italia.

## Biografía
Llegó a Italia procedente de Costa de Marfil en 2015, reencontrándose así con su madre, que había emigrado a Roma unos años antes.
Su hermano mayor, Ismael, murió en 1994, apenas unos días después de nacer.
Tiene una hija, Cataleya, y una pareja.

## Trayectoria

### Torino
Comenzó a jugar para el equipo sub-19 del Torino en la temporada 2017-18.
También recibió convocatorias ocasionales para el primer equipo.

#### Cesión al Cosenza
El 3 de agosto de 2019 se unió al club de la Serie B Cosenza en un préstamo por una temporada. Hizo su debut en esa categoría con Cosenza el 31 de agosto en un juego contra Salernitana. Sustituyó a Riccardo Idda en el minuto 79. Se perdió la mayor parte de la temporada 2019-20 debido a una rotura del ligamento cruzado.
El 15 de septiembre de 2020 se renovó el préstamo para la temporada 2020-21. El mediocampista finalizó su segunda temporada con el Lupi disputando 1192 minutos en los 26 encuentros que disputó, también convirtió su primer gol el 2 de abril en la victoria 2-1 ante el Ascoli.

#### Regreso a Turín
Tras regresar a Turín para la temporada 2021-22, Kone debutó con el Torino el 17 de octubre de 2021, entrando como suplente del lesionado Rolando Mandragora en la derrota por 1-0 ante el Napoli. Fue sustituido de nuevo en el tiempo de descuento por Magnus Warming.

#### Cesión al Crotone
El 26 de enero de 2022 se incorporó al Crotone en calidad de cedido.

#### Cesión al Frosinone
El 1 de agosto fue cedido nuevamente al Frosinone. Finalizó la temporada ganando el título de la Serie B bajo el mandato de Fabio Grosso.

## Clubes
| Club                   | País   | Año             |
| ---------------------- | ------ | --------------- |
| Torino F. C.           | Italia | 2017 - 2024     |
| Cosenza (cedido)       | Italia | 2019 - 2021     |
| F. C. Crotone (cedido) | Italia | 2022            |
| Frosinone (cedido)     | Italia | 2022 - 2023     |
| Como 1907 (cedido)     | Italia | 2023 - 2024     |
| Como 1907              | Italia | 2024 - presente |

## Palmarés

### Títulos nacionales
| Título  | Club      | Año     |
| ------- | --------- | ------- |
| Serie B | Frosinone | 2022-23 |